# Sørkjosen Lufthavn
Sørkjosen Lufthavn (IATA: SOJ, ICAO: ENSR) er en norsk lufthavn og ejes og drives af Avinor. Sørkjosen Lufthavn er i Nordreisa kommune i Troms fylke. Fra Sørkjosen Lufthavn kan mand flyve med Widerøe til primært Tromsø. Til og fra Tromsø Lufthavn er der tilsvarende forbindelser med både SAS og Widerøe, samt Norwegian videre til andre destinationer i Norge og udlandet.
Sørkjosen Lufthavn er den nærmeste lufthavn for at rejse til de norske kommunerne Nordreisa, Kvænangen, Skjervøy og Kåfjord.

## Destinationer fra Sørkjosen
|       | Flyselskab | Destinationer                                                    |
| ----- | ---------- | ---------------------------------------------------------------- |
| Norge | Widerøe    | Berlevåg, Båtsfjord, Hammerfest, Kirkenes, Mehamn, Tromsø, Vadsø |

69°47′12″N 20°57′35″Ø / 69.78667°N 20.95972°Ø